# 圣西尔莱维涅
圣西尔莱维涅（法語：Saint-Cyr-les-Vignes，法語發音：[sɛ̃ siʁ le viɲ]）是法国卢瓦尔省的一个市镇，属于蒙布里松区。

## 地理
圣西尔莱维涅（45°40'38"N, 4°18'1"E）面积19.38 平方千米，位于法国奥弗涅-罗讷-阿尔卑斯大区卢瓦尔省，该省份为法国中南部省份，北起顺时针与索恩-卢瓦尔省、罗讷省、伊泽尔省、阿尔代什省、上盧瓦爾省、多姆山省和阿列省接壤。
与圣西尔莱维涅接壤的市镇（或旧市镇、城区）包括：瓦莱耶、维里尼厄、福雷地区贝勒加德、马尔克洛、马兰日、圣安德烈勒皮、圣洛朗拉孔什。

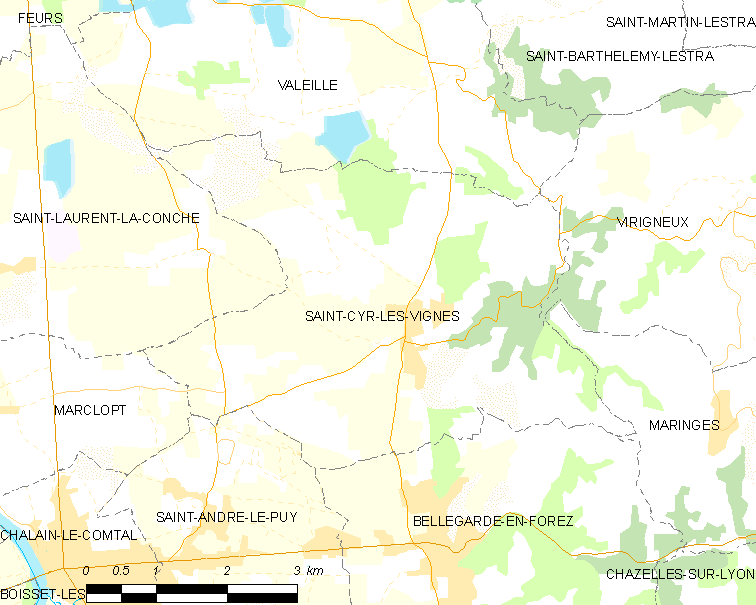
圣西尔莱维涅的OSM定位图

圣西尔莱维涅的时区为UTC+01:00、UTC+02:00（夏令时）。

## 行政
圣西尔莱维涅的邮政编码为42210，INSEE市镇编码为42214。

## 政治
圣西尔莱维涅所属的省级选区为弗尔县。

## 人口

1962-2008年间圣西尔莱维涅人口变化图示

圣西尔莱维涅于2022年1月1日时的人口数量为1077人。